# Fernando Irarrázaval Eyzaguirre
Fernando Mario Eduardo Irarrázaval Eyzaguirre, IX marqués de la Pica (Santiago, 25 de febrero de 1957) es un ingeniero comercial, administrador de empresas y noble chileno.

## Familia
Nació en Santiago de Chile el 25 de febrero de 1957, hijo del matrimonio formado por Fernando Irarrázaval Correa y María Teresa Eyzaguirre Edwards. Su padre, conocido como el Negro Bueno, fue fundador del Partido Demócrata Cristiano y, a pesar de ser hijo mayor de Fernando Irarrázaval Fernández, VI marqués de la Pica, nunca le interesó solicitar la sucesión del título. Por línea materna era descendiente de Agustín de Eyzaguirre, y del empresario Agustín Edwards Ross a través de su hijo Raúl Edwards Mac-Clure.

### Título nobiliario
Tras la muerte de su abuelo Fernando Irarrázaval Fernández, sexto marqués, en 1966, el título fue rehabilitado en 1988 por el hermano de este, Francisco. En 1992 este cedió el título a su hijo Francisco Irarrázaval Mackenna. No sería hasta 1998 que, en trámite de ejecución de sentencia, Fernando Irarrázaval Eyzaguirre haría valer su mejor derecho ante su primo, obteniendo carta de sucesión a su favor.

### Vida profesional
Estudió la carrera de ingeniera comercial. Además, cursó un máster en administración y dirección de empresas en Esade, Barcelona.

## Matrimonio y descendencia
Contrajo matrimonio en 1986 con Paula Carolina Gutiérrez Erlandsen, con quien tiene tres hijos.
- Paula Isidora del Mar Irarrázaval Gutiérrez (Santiago, 14 de julio de 1987).
- Fernando Borja Irarrázaval Gutiérrez (Santiago, 20 de diciembre de 1988).
- Elisa Pascuala Irarrázaval Gutiérrez (Santiago, 15 de abril de 1990).

## Escudo de armas
|  | Notas Armas del marquesado de la Pica con varonía de la familia Irarrázaval. Timbre Corona marquesal. Armas Partido: 1.º de azur un águila de oro coronada; 2° de plata tres ondas de azur (Bravo de Saravia). Sobre el todo un escusón de azur una cadena engolada de oro acompañada de dos veneras de oro, una en jefe y otra en punta (Irarrázaval). |